# 동튀르키스탄 제1공화국
동튀르키스탄 제1공화국은 중화민국으로부터 일시적으로 독립한 동튀르키스탄 지역의 국가이다. 1933년 11월 12일 위구르족 지도자들이 카슈가르에 근거지를 두고 이슬람 공화국을 선포했다. 난징의 국민당 정부와 연계한 후이족 서북 군벌들의 공세로 1934년 카슈가르의 지배권을 빼앗기면서 순식간에 무너졌으나 이후 동튀르키스탄 제2공화국을 비롯한 분리주의 운동에 영향을 주었다.

## 지도자

### 대통령
- 호자 니야즈

### 총리
- 사비트 다물라 압둘바키

### 아미르
- 무함마드 아민 부그라
- 압둘라흐 부그라
- 누르 에흐마드 얀 부그라

## 같이 보기
- 동튀르키스탄 독립운동
- 동튀르키스탄 제2공화국